# Заливкин, Александр Петрович
Александр Петрович Заливкин (1810—1867) — русский генерал, участник Крымской войны.

## Биография
Родился в 1810 году, происходил из дворян Новгородской губернии.
Воспитывался в 1-м кадетском корпусе, из которого был выпущен 25 июня 1827 г. прапорщиком в Лейб-гвардии Финляндский полк. Во время турецкой войны 1828—1829 гг. находился в походе в Европейскую Турцию и участвовал в осаде крепости Варны, где был ранен пулей в предплечье правой руки; за отличие в этом деле получил орден св. Анны 3-й степени с мечами и бантом.
В 1832 г. он был произведён в поручики, в 1834—1837 гг. состоял при штабе 1-го пехотного корпуса, в 1838 г. был назначен старшим адъютантом при командире отдельного Кавказского корпуса генерале от инфантерии Головине. Прибыв на Кавказ, Заливкин сразу же попал в боевую обстановку. Частые экспедиции, предпринимаемые вглубь страны, были обычным явлением кавказской службы и давали широкий простор для развития и приложения военных способностей. На протяжении шести лет (1838—1844 гг.) Заливкин участвовал в пяти походах. Состоя первое время в качестве адъютанта при главнокомандующем, в 1839 г. он был послан в Санкт-Петербург с донесением и здесь получил лично от императора Николая I орден св. Владимира 4-й степени с мечами и бантом.
В 1841 г. за отличие в сражениях с горцами произведён был в полковники с назначением командиром пехотного генерал-фельдмаршала Паскевича-Эриванского полка. Затем около двух лет (1846—1848 гг.) состоял в прикомандировании к Образцовому пехотному полку, а потом, когда открылась вакансия, получил должность командира Белёвского егерского полка. 26 ноября 1847 г. был награждён орденом св. Георгия 4-й степени (№ 7770 по списку Григоровича — Степанова). В 1851 г., за отличие по службе, Заливкин был произведён в генерал-майоры и назначен командиром 2-й бригады 11-й пехотной дивизии.
С началом Крымской войны, с 1853 г., он находился в составе отряда генерала Данненберга; перешёл Прут, вступил в дунайские княжества Молдавию и Валахию, и здесь, по поручению главнокомандующего князя Горчакова, осматривал и устраивал госпитали в тылу армии от Бухареста до Скулян. В 1854 г. сражался с турками у Ольтеницы, против Туртукая и под Силистрией, где командовал войсками правого фланга осадного корпуса. Затем вступил в состав Севастопольского гарнизона и был одним из видных участников обороны города, в течение девяти месяцев командуя сухопутными войсками Корабельной стороны. Там он удачно руководил отражением штурмов и предпринимал многие вылазки, с 9 сентября 1855 г. находился на Инкерманских высотах. По окончании войны был зачислен в запасные войска.
С 28 марта 1857 г. занимал должность помощника начальника 11-й пехотной дивизии. В 1863 г. был произведён в генерал-лейтенанты и, по расстроенному здоровью, уволен от службы. Скончался в 1867 г.

## Источник
- Русский биографический словарь: В 25 т. / под наблюдением А. А. Половцова. 1896—1918.
- Ольшевский М. Я. Кавказ с 1841 по 1866 год. СПб., 2003.